# Alanis Morissette
Alanis Nadine Morissette (AFI: /əˈlænɪs neɪˈdiːn mɔɹɪˈsɛt/; Ottawa, 1º giugno 1974) è una cantautrice, attrice e musicista canadese naturalizzata statunitense. Ha pubblicato dieci album in studio, ha venduto oltre 60 milioni di copie in tutto il mondo e ha vinto, fra l'altro, sette Grammy Award su quattordici candidature totali.
Successivamente all'uscita di due album dance pop, firma un contratto con la Maverick Records, pubblicando nel 1995 Jagged Little Pill. Con 33 milioni di copie vendute è ad oggi il maggior successo commerciale della cantante, vincendo inoltre il Grammy Award all'album dell'anno nel 1996, Dall'album sono estratti i singoli Ironic, Hand in My Pocket e You Oughta Know. Il progetto successivo, Supposed Former Infatuation Junkie (1998), ha ottenuto un discreto successo, con 8 milioni di copie vendute, esordendo, come il precedente, alla prima posizione della Billboard 200.
Grazie al successo ottenuto ha pubblicato altri tre album negli anni 2000, Under Rug Swept (2002), So-Called Chaos (2004), Flavors of Entanglement (2008). Nel 2012 ha pubblicato l'ottavo album in studio Havoc and Bright Lights. Negli anni 2020 pubblica due album, Such Pretty Forks in the Road (2020) e l'album di musica per la meditazione The Storm Before the Calm (2022).
Nel corso degli anni, Morrisette ha vinto quindici Juno Award, tre MTV Video Music Awards, due American Music Award e un BRIT Award. La cantante è stata inclusa nella Canadian Music Hall of Fame (2015) e nella Canadian Songwriters Hall of Fame (2022).
Morissette ha composto e interpretato due colonne sonore, Uninvited, per il film City of Angels - La città degli angeli, e Wunderkind, per Le cronache di Narnia - Il leone, la strega e l'armadio, entrambe candidate al Golden Globe alla miglior canzone originale. Nel corso della carriera ha inoltre recitato in serie televisive e spettacoli teatrali, tra cui lo spettacolo Jagged Little Pill (2017), musical tratto dal medesimo album della Morissette, che ha ottenuto 15 candidature ai Tony Award, tra cui quella per il miglior musical.

## Biografia

### I primi anni
Figlia degli insegnanti Alan e Georgia Morissette, il primo franco-canadese di ascendenze irlandesi e la seconda di origini ungheresi, ha un fratello di tre anni più grande, Chad, e un fratello gemello, Wade. La sua prima canzone, all'età di nove anni, è stata Fate Stay With Me. All'età di dieci anni, partecipò alle audizioni dello show per bambini della televisione canadese You Can't Do That on Television, registrato nella sua città, Ottawa. Passò le selezioni assieme al fratello Wade, e comparve nello show con una certa frequenza, per poi abbandonarlo dopo la prima stagione.
Nel 1987, Alanis pubblicò Fate Stay With Me in un 45 giri autoprodotto. Fu così notata da Stephan Klovan che, nel 1988, le fece cantare l'inno nazionale all'inaugurazione dei campionati mondiali di pattinaggio di figura. In seguito si recò a New York, accompagnata dal musicista Leslie Howe, con lo scopo di incontrare i dirigenti delle case discografiche (fra i quali anche Scott Welch). Questa esperienza fu poi raccontata in canzoni come UR (nell'album Supposed Former Infatuation Junkie). A New York, grazie all'aiuto di Leslie Howe la Morissette partecipò alla competizione per nuovi talenti "Star Search" che si teneva a Los Angeles, dove tuttavia perse al primo turno della competizione.

### AlaniseNow Is The Time
Nel 1990, Alanis Morissette firmò un contratto con la MCA Records, e l'anno successivo pubblicò il suo primo album, Alanis. All'epoca, Morissette era accreditata semplicemente con il nome di "Alanis" per evitare possibili confusioni con la cantante canadese Alannah Myles. L'album vinse un disco di platino in Canada, ed il primo singolo, Too Hot, si piazzò al 14º posto della classifica canadese. I successivi singoli Feel Your Love, Walk Away e Plastic raggiunsero rispettivamente la 24ª, 35ª e 67ª posizione nella medesima classifica.
Nel 1992, Alanis ricevette tre candidature ai Juno Award: "singolo dell'anno", "miglior album dance" e "voce femminile più promettente" (premio che poi vinse). Nello stesso anno pubblicò il suo secondo album, Now Is the Time, dalle sonorità meno pop del primo. Now Is The Time vendette circa 50 000 copie, la metà di quelle del primo album, facendole così perdere il contratto con la MCA.

### Il trasloco a Los Angeles
Nel 1993 Alanis Morissette si trasferì dalla sua città natale di Ottawa, a Toronto, e in seguito a Nashville, con lo scopo di conoscere quante più personalità legate al mondo della discografia possibile; i tentativi però si rivelarono infruttuosi. Soltanto dopo il trasferimento a Los Angeles entrò in contatto con il produttore e compositore Glen Ballard, con cui scrisse e registrò - in soli 20 minuti - il singolo Perfect, che fu in pratica l'unico pezzo che i due realizzarono. Ne seguì un intenso lavoro da parte della cantante che riversò su carta tutte le sue idee. In quel periodo Morissette fu rapinata da due uomini e la sua unica preoccupazione erano gli appunti nella borsa con i testi delle canzoni.
In seguito, scrisse a proposito del suo trasferimento a Los Angeles, nel testo della canzone Unprodigal Daughter (nell'album Feast on Scraps). Di lì a poco fu registrato Jagged Little Pill. La Morissette, incoraggiata da Ballard, fu molto autobiografica nella creazione delle proprie canzoni. Ballard e Morissette registrarono le canzoni di Jagged Little Pill praticamente nel momento stesso in cui le scrivevano. Secondo quanto poi raccontò Morissette, Ballard fu il primo collaboratore che la incoraggiò ad esprimere le sue emozioni in maniera completa e senza alcun timore.
Come risultato, Morissette mise nei testi delle canzoni tutta se stessa, dal suo amore per la vita (You Learn), alle sue infatuazioni (Head Over Feet), alle sue più oscure e brutali fantasie di vendetta (You Oughta Know). Morissette trasse ispirazione per i suoi testi esclusivamente da esperienze personali. Ad esempio, quando iniziò ad avere contatti con le case discografiche, scrisse e registrò Right Through You (presente in Jagged Little Pill), mettendo nel testo le impressioni ricevute dalla loro organizzazione di tipo patriarcale. Finalmente nella primavera del 1995, firmò un contratto con la Maverick Records, la casa discografica fondata da Madonna.

### Jagged Little Pill(1995-1998)
Nel 1995, Alanis Morissette pubblicò il suo primo album internazionale, Jagged Little Pill. L'album debuttò soltanto alla posizione numero 117 della classifica di Billboard. Tuttavia le cose cambiarono quando le radio cominciarono a dedicare attenzione al brano You Oughta Know, anche per via del suo testo esplicito ed il video della canzone iniziò a girare ripetutamente sulla rete televisiva MTV.
You Oughta Know fu un successo, bissato dai successivi singoli, che fecero incrementare anche le vendite dell'album. Hand In My Pocket e All I Really Want (che faceva casualmente riferimento al romanzo Grandi speranze di Charles Dickens) furono grandi successi ma fu il quarto estratto, Ironic, che diventò il primo grande successo della cantante. Il quinto singolo, You Learn, ed il sesto, Head Over Feet, tennero in classifica l'album per più di un anno. Jagged Little Pill fu un successo senza precedenti, finendo per vendere 16 milioni di copie nei soli Stati Uniti e più di 30 milioni nel mondo.
Arrivarono anche critiche che consideravano la Morissette come una "marionetta" in mano all'industria della musica. Fu inoltre definito "calcolato" e "manipolativo" il suo repentino cambio d'immagine. Nonostante tutte le critiche, l'album ottenne sei nomination ai Grammy Award. Alla cerimonia del 1996, Alanis eseguì You Oughta Know, e vinse quattro Grammy: "Album of the Year", "Best Female Rock Vocal Performance", "Best Rock Song" e "Best Rock Album".
Nel 1995, Alanis iniziò un lunghissimo tour mondiale di un anno e mezzo a supporto di Jagged Little Pill, iniziando a suonare nei piccoli club e finendo negli stadi. Il lungo tour fu poi raccontato nel DVD Jagged Little Pill, Live, che vinse un Grammy nel 1997 nella categoria "Best Video/Long Form".

### Supposed Former Infatuation Junkie(1998-2002)
Nel 1998, dopo un periodo di silenzio ed un propedeutico viaggio in India, Alanis Morissette registrò e co-produsse Uninvited, una canzone inclusa nella colonna sonora del film La città degli angeli. Più tardi, nello stesso anno, uscì Supposed Former Infatuation Junkie, un album per certi versi sperimentale, e molto diverso dal precedente lavoro. Ancora una volta Morissette collaborò con Glen Ballard, stavolta anche in veste di produttrice dell'album. Fan e critici rimasero entrambi molto colpiti dal nuovi testi della cantante.
Il disco non ebbe un buon riscontro di vendite, con solo 469 000 copie smerciate nei primi giorni, contro il milione sperato dalla casa discografica. Nonostante ciò il disco raggiunse la prima posizione nella classifica di Billboard e stabilì il nuovo record di copie vendute in una sola settimana da un album di una cantante (battuto poi nel 2000 da Britney Spears con l'album Oops!... I Did It Again, che vendette 1,3 milioni di copie nella prima settimana). Nel mondo le copie vendute furono circa dieci milioni. L'album fu considerato un flop dalla critica.
Nel 1999, la canzone Uninvited vinse due Grammy Award nelle categorie "Best Rock Song" e "Best Female Rock Vocal Performance". Nello stesso anno, uscì l'album acustico MTV Unplugged.
Nel 1999 Alanis Morissette apparve nel ruolo di Dio nel film Dogma, diretto da Kevin Smith. Il regista, che si dichiarò un grande fan della cantante, le chiese di partecipare al film diverse volte. Alanis dovette però rifiutare uno dei ruoli principali, e ripiegare su tale ruolo, che non prevedeva dialoghi e compariva solo negli ultimi minuti del film. Apparve inoltre in due serie televisive della HBO, Sex and the City e Curb Your Enthusiasm, ed anche a teatro in The Vagina Monologues.

### Under Rug Swept(2002-2004)

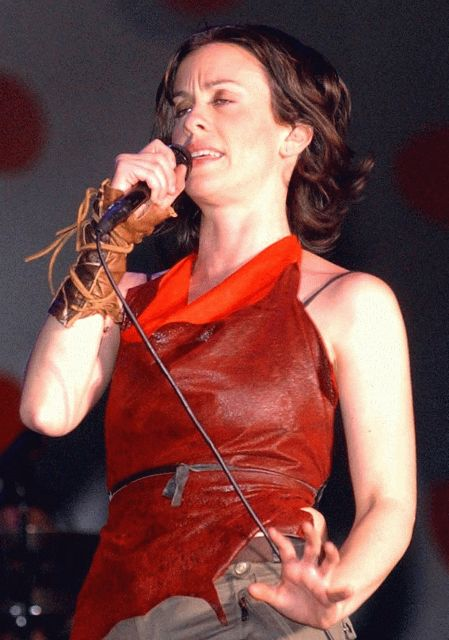
Alanis Morissette in Brasile nel 2003.

Nel 2002, dopo vari rinvii, Alanis Morissette fece uscire il suo terzo album internazionale, Under Rug Swept, per la prima volta in veste di unica autrice e produttrice. Notevole l'assenza di Glen Ballard, con il quale aveva collaborato nei due album precedenti. Dall'album fu estratto il singolo Hands Clean, che ottenne un buon successo. Il testo racconta, da due punti di vista, la storia della relazione fra una giovane Alanis e un uomo più anziano.
Under Rug Swept debuttò al primo posto della classifica di Billboard, vendendo 215 000 copie nella sola prima settimana. Negli Stati Uniti le copie vendute furono un milione, e nel mondo, in totale, furono oltre 3 milioni. Pur non ottenendo alcuna nomination ai Grammy Award, fece vincere alla cantante un Juno Award come "produttrice dell'anno".
Nel dicembre 2002 venne pubblicato Feast on Scraps, che includeva un DVD con un concerto dal vivo ed un CD con otto canzoni inedite provenienti dalle sessioni di registrazione di Under Rug Swept. L'album fu candidato ai Juno Award come "miglior DVD musicale dell'anno".
Il 2003 fu un anno di transizione molto importante, dovuto ad un particolare momento di serenità della cantante. Il cambiamento in atto era testimoniato dai testi delle nuove canzoni presentate ai fan durante i concerti estivi, come Excuses e So Called Chaos, ed anche dal progressivo accorciarsi, ad ogni concerto, degli ormai leggendari e lunghissimi capelli.
Nel settembre del 2003, Morissette fece notizia per un presunto «Thank you, Brazil!» («Grazie, Brasile!») esclamato al termine di un concerto a Lima, in Perù. In realtà la frase pronunciata era un innocuo «Thank you, bless you!» («Grazie, Dio vi benedica!»), ma ormai il danno alla sua reputazione era irrimediabile. Nel novembre 2003, Morissette apparve nell'opera teatrale off-Broadway The Exonerated nel ruolo di Sunny Jacobs, una condannata alla pena di morte che fu liberata quando emerse che non aveva commesso il fatto.

### So-Called Chaose il decennale diJagged Little Pill(2004-2005)

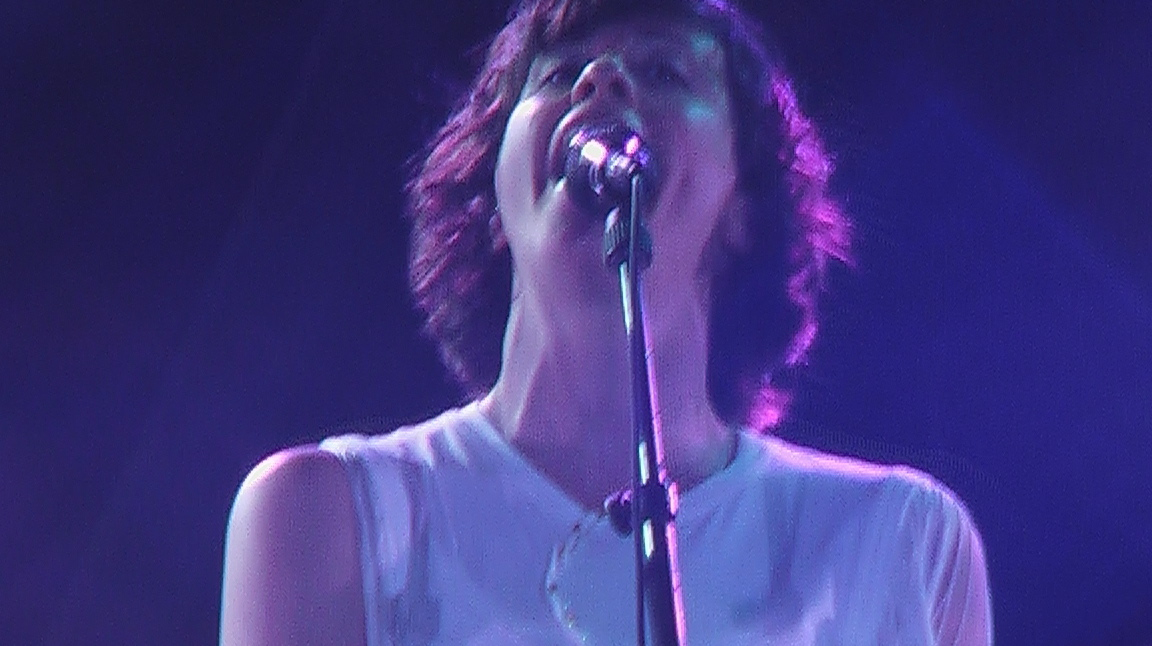
Alanis Morissette a Locarno nel 2004.

Come risposta alle polemiche che seguirono il Super Bowl XXXIX e alle misure restrittive imposte di conseguenza dagli organi federali americani, Morissette cambiò il testo di Everything (il primo singolo estratto dall'album So-Called Chaos), da «I can be an asshole of the grandest kind» ad «I can be a nightmare of the grandest kind», appositamente per la trasmissione via radio del marzo 2004.
Nell'aprile del 2004, Alanis Morissette fu ospite dei Juno Award che si tennero ad Edmonton in Canada. All'evento non perse l'occasione di fare una satira pungente nei confronti di Janet Jackson, e dell'oltraggio al pubblico pudore causato dal seno nudo mostrato in diretta televisiva durante il Super Bowl. Indossando un costume che la faceva sembrare nuda, Alanis disse «viviamo in una terra, il Canada, dove ancora pensiamo che il corpo umano sia bello e dove non abbiamo paura del seno femminile». La parodia terminava con la cantante obbligata a rimuovere seni e peli pubici finti incollati al costume, in quanto non autorizzati ad essere mostrati in diretta TV.
Nello stesso anno uscì il videoclip del singolo Eight Easy Steps. Il video è un collage di vecchi filmati che spaziano lungo tutta la carriera della cantante: dai videoclip precedenti, alle apparizioni nei film e in TV, fino anche ai filmati dell'infanzia. Grazie ad un effetto speciale digitale, in ognuno di questi vecchi filmati viene fatto sembrare che Alanis stia cantando la nuova canzone.
Nel maggio del 2004 uscì l'album So-Called Chaos, che debuttò al quinto posto della classifica di Billboard e ricevette recensioni contrastanti da parte della critica. Il 18 maggio dello stesso anno, il canale via cavo Oxygen trasmise otto ore di diretta durante la promozione del nuovo album che Morissette stava facendo a New York.
Nel luglio del 2004, Morissette figurava nel cast del musical De-Lovely, un film biografico dedicato al compositore Cole Porter. Nel film canta la canzone Let's Do It, Let's Fall In Love (oltre a recitare in un piccolo ruolo anonimo). L'11 febbraio 2005 diviene cittadina naturalizzata degli Stati Uniti, mantenendo al contempo la cittadinanza canadese (la cantante, riferendosi a se stessa, dice di essere «canadian-american»).
Nel febbraio del 2005 appare come ospite nello show della TV canadese Degrassi: The Next Generation, insieme all'attore Jason Mewes e al regista Kevin Smith, con i quali aveva lavorato nel film Dogma. Jagged Little Pill Acoustic, riedizione dell'album del 1995 in versione unplugged, è uscito in tutto il mondo il 26 luglio 2005. L'album era però già reperibile da metà giugno presso le caffetterie della catena Starbucks.

### I primi dieci anni di carriera:The Collection(2005)

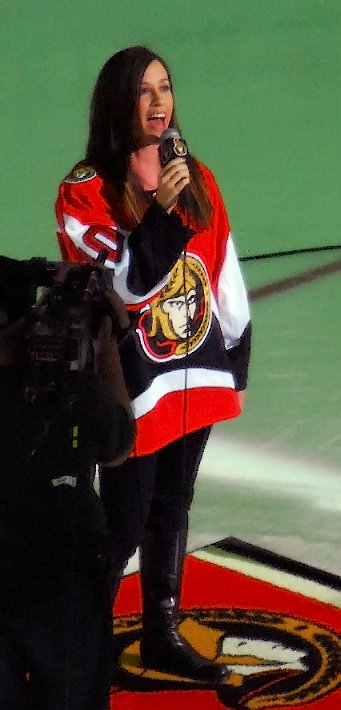
Alanis Morissette si esibisce durante i playoff dello Stanley Cup il 5 giugno 2007.

Il 14 novembre è uscita, invece, la raccolta Alanis Morissette: The Collection che contiene alcuni dei più grandi successi e alcune rarità come le canzoni scritte per le colonne sonore di alcuni film (Uninvited, Mercy, Let's do it, let's fall in love). L'unico pezzo inedito della raccolta è una cover di Crazy del cantante Seal. Il brano viene pubblicato come singolo.
Nello stesso periodo la cantautrice è stata chiamata a scrivere un brano per la colonna sonora del film Le cronache di Narnia - Il leone, la strega e l'armadio adattamento dell'omonimo romanzo di C. S. Lewis. Dopo la visione del film Alanis scrive Wunderkind dal punto di vista della protagonista Lucy. La canzone viene candidata ai Golden Globe ma non ottiene il premio. Nell'aprile del 2007 realizza una cover di My Humps dei Black Eyed Peas, fatta in chiave acustica accompagnata solo dal pianoforte. È stato realizzato anche un videoclip, parodia dell'originale, visibile su YouTube.

### Flavors of Entanglement(2008)
Nel maggio 2008 esce, dopo tre anni di silenzio, l'album Flavors of Entanglement, nel quale Alanis fa uso di suoni più duri, avvicinandosi ancora di più al rock e all'elettronica. L'album nasce in seguito alla fine della storia d'amore con l'attore Ryan Reynolds, e Alanis racconta nei vari aspetti dolori e preoccupazioni di quel periodo. Il singolo di lancio è Underneath, seguito da Not as We.

### Havoc and Bright Lights(2012)
Il nuovo album Havoc and Bright Lights, uscito il 28 agosto 2012 a quattro anni di distanza da Flavors of Entanglement, ha riscosso un notevole successo internazionale, raggiungendo la prima posizione delle classifiche in Canada, Italia, Austria e Svizzera e la seconda posizione nei Paesi Bassi e in Germania. Il primo singolo estratto è Guardian, uscito l'11 maggio. Il disco contiene dodici brani, fra i quali Havoc, Woman Down, 'Til You, Spiral e Celebrity. Alanis è stata in tour in Italia a luglio per quattro concerti nei quali è stato possibile ascoltare in anteprima alcune delle nuove canzoni.

### Jagged Little Pill 20th Anniversary(2015)
L'edizione speciale per il ventesimo anniversario di Jagged Little Pill esce il 30 ottobre 2015. La Collectors Edition, comprendente 4 dischi, include una versione rimasterizzata dell'album originale, un disco di 10 demo inediti, selezionati dall'artista per offrire una visione più profonda e personale dell'album originale. Sono presenti anche altri due dischi, l'album del 2005 Jagged Little Pill Acoustic e il concerto "Live at Subterranea, London" del 28 settembre 1995, precedentemente inedito. A partire dal 2019, a Broadway viene eseguito un musical ispirato a tale celebre album e chiamato per l'appunto Jagged Little Pill The Musical.

### Such Pretty Forks in the Road(2020)
Il 2 dicembre 2019 è uscito il singolo Reasons I Drink che anticipa il nono album di inediti Such Pretty Forks in the Road, la cui uscita era prevista il 1º maggio 2020 ma a causa della pandemia di COVID-19 del 2019-2021 è stata rimandata al 31 luglio 2020; il disco è stato anticipato da altri tre singoli: Smiling, Diagnosis e Reckoning ed è il primo album in studio pubblicato a distanza di otto anni da Havoc and Bright Lights. Il 27 ottobre 2020 l'artista pubblica una cover del classico natalizio Happy Christmas (War Is Over).

## Vita privata
Alanis Morissette ha la doppia cittadinanza canadese e statunitense, ottenuta nel 2005. Durante l'adolescenza ha sofferto di vari disturbi alimentari. Nel 2009 ha partecipato ad una maratona per la National Eating Disorders Association.
Nel 2009 inizia una relazione con il rapper Mario Treadway, in arte MC Souleye. La coppia si sposa il 22 maggio 2010 e ha tre figli: Ever Imre, nato il 25 dicembre 2010, Onyx Solace, nata il 23 giugno 2016 e Winter Mercy, nato l'8 agosto 2019. Morissette ha dichiarato di aver sofferto di depressione post-partum per tre volte.
Nel settembre 2021 dichiara di aver subito ripetute violenze sessuali all'età di 15 anni: «Quando avevo 15 anni sono stata violentata da più uomini. Lo dico ora, prima nessuno mi ascoltava […] Mi ci sono voluti anni di terapia anche solo per ammettere che c'era stato qualche tipo di vittimizzazione da parte mia. Mi dicevo sempre che ero consenziente, ma poi mi veniva ricordato “ehi, avevi 15 anni, non sei consenziente a 15 anni” [in Canada l'età per il consenso è fissata a 16 anni] […] Prima mi ero confidata con alcune persone, ma le mie parole erano cadute nel vuoto. Molti dicono “perché quelle donne hanno aspettato 30 anni per dirlo?” [...] E io rispondo: “Non hanno aspettato 30 anni. Nessuno le ascoltava, oppure erano minacciate o lo era la loro famiglia”». Le donne non aspettano, è la nostra cultura che non ascolta». Morissette aveva già in passato accennato ad abusi sessuali e molestie. In un'intervista del 2020 al Sunday Times aveva dichiarato: «Quasi tutte le donne nel mondo della musica sono state aggredite, molestate o stuprate; è un aspetto onnipresente, più nella musica che nel cinema. Se non avessi un intero team di terapisti da tutta la vita, non credo che sarei ancora qui».

## Discografia

### Album in studio
- 1991 – Alanis
- 1992 – Now Is the Time
- 1995 – Jagged Little Pill
- 1998 – Supposed Former Infatuation Junkie
- 2002 – Under Rug Swept
- 2004 – So-Called Chaos
- 2005 - Jagged Little Pill Acoustic
- 2008 – Flavors of Entanglement
- 2012 – Havoc and Bright Lights
- 2020 – Such Pretty Forks in the Road
- 2022 – The Storm Before the Calm

## Filmografia

### Cinema
- Il ragazzo pon pon (Anything for Love), regia di Michael Keusch (1993)
- Dogma (1999), regia di Kevin Smith
- Jay & Silent Bob... Fermate Hollywood! (Jay and Silent Bob Strike Back), regia di Kevin Smith (2001) - cameo (scena post-credits)
- De-Lovely - Così facile da amare (De-Lovely), regia di Irwin Winkler (2004)
- Just Friends (Solo amici) (Just Friends), regia di Roger Kumble (2005)
- My Mother's Red Hat - cortometraggio, regia di Steve Carr (2009)
- Radio Free Albemuth, regia di John Alan Simon (2010)
- M, regia di David Michaels (2011)
- The price of desire, regia di Mary McGuckan (2015)

### Televisione
- You Can't Do That on Television – serie TV, 5 episodi (1986-1987)
- Sex and the City – serie TV, episodio 3x04 (2000)
- American Dreams – serie TV, episodio 3x07 (2004)
- Lovespring International – serie TV, episodio 1x10 (2006)
- Nip/Tuck – serie TV, episodi 4x09 - 4x13-4x14 (2006)
- Weeds – serie TV, 8 episodi (2009-2010)
- Up All Night – serie TV, episodio 1x16 (2012)

## Teatro
- I monologhi della vagina (The Vagina Monologues, 1999)
- The Exonerated (2003)
- Jagged Little Pill Theatre Musical (2019)

## Programmi TV
- Fuji Rock Festival '01 (2001)
- The Great Warming – documentario (2003)
- We're with the Band – mockumentary, regia di Johanna Stein (2005)

## Riconoscimenti
- Juno Award
  - 1992 - Miglior promessa musicale femminile
  - 1996 - Miglior album rock (Jagged Little Pill)
  - 1996 - Artista femminile dell'anno
  - 1996 - Compositrice dell'anno
  - 1996 - Album dell'anno (Jagged Little Pill)
  - 1996 - Singolo dell'anno (You Oughta Know)
  - 1997 - Singolo dell'anno (Ironic)
  - 1997 - Compositrice dell'anno
  - 1997 - International Achievstrongent Award
  - 2000 - Miglior album (Supposed Former Infatiation Junkie)
  - 2000 - Miglior video (So Pure)
  - 2003 - Produttrice dell'anno (Under Rug Swept)
- Grammy Award
  - 1995 - Album dell'anno (Jagged Little Pill)
  - 1995 - Miglior canzone rock (You Oughta Know)
  - 1995 - Miglior album rock (Jagged Little Pill)
  - 1995 - Miglior esibizione dal vivo femminile (You Oughta Know)
  - 1997 - Miglior video musicale - categoria lungometraggio (Jagged Little Pill, Live)
  - 1999 - Miglior esibizione dal vivo femminile (Uninvited)
  - 1999 - Miglior canzone rock (Uninvited)
- Channel V Awards
  - 1997 - Miglior artista internazionale
- British Awards
  - 1996 - Miglior rivelazione straniera
- The German Echo Awards
  - 1996 - Miglior rivelazione straniera
- American Music Awards
  - 1996 - Miglior artista femminile
  - 1996 - Miglior album pop/rock (Jagged Little Pill)
- Billboard Music Video Awards
  - 1996 - Miglior videoclip pop/rock dell'anno
  - 1996 - Miglior videoclip pop/rock di un nuovo artista
- Billboard Awards
  - 1996 - Artista dell'anno
  - 1996 - Album dell'anno (Jagged Little Pill)
  - 1996 - Artista femminile dell'anno
- MTV Video Music Awards
  - 1996 - Miglior artista emergente
  - 1996 - Miglior video femminile (Ironic)
  - 1996 - Miglior montaggio (Ironic)
- Much music Awards
  - 1996 - Miglior artista internazionale
  - 1996 - Miglior artista femminile
  - 1996 - Miglior video (You Oughta Know)
- MTV Europe Music Awards
  - 1996 - Miglior artista femminile
- Golden Globe
  - 1998 - Nomination per la migliore canzone originale (Uninvited)
  - 2005 - Nomination per la migliore canzone originale (Wunderkind)
- ASCAP Film and Television Music Awards
  - Most Performed Songs from Motion Pictures (Uninvited)
- Premi Vari
  - Club Act of the Year 1995
  - 2003 - Global Tollerance Award

## Doppiatrici italiane
Nelle versioni in italiano dei suoi film, Alanis Morissette è stata doppiata da:
- Laura Latini ne Il ragazzo pon pon.

Da doppiatrice è stata sostituita da:
- Lorella De Luca in Top Wing;
- Barbara De Bortoli in The Greath North.